# Anarkistens Svigermoder
Anarkistens Svigermoder è un cortometraggio muto del 1906 diretto da Viggo Larsen.

## Produzione
Il film fu prodotto dalla Nordisk Film.

## Distribuzione
Distribuito dalla Nordisk Film, uscì nelle sale cinematografiche danesi il 23 ottobre 1906. Nell'aprile del 1907, il film fu importato e distribuito negli Stati Uniti dalla Great Northern Film Company
Copia della pellicola viene conservata negli archivi del Det Danske Filminstitut e in quelli della Fundacion Cinemateca Argentina. Il cortometraggio è stato inserito in Crazy Cinématographe Europäisches Jahrmarktkino 1896-1916 un'antologia di film muti del 2007 in DVD-PAL prodotta dalla Cinémathèque de la Ville de Luxembourg, Medienwissenschaft der Universität Trier e pubblicata dall'Edition Filmmuseum.